# Aristonous van Pella
Aristonous van Pella (Grieks: Ἀριστόνους), de zoon van Peisaeus, was een van de lijfwachten (somatophylakes) van Alexander de Grote, die zichzelf had bewezen in India. Na de dood van Alexander was hij een van de eersten om voor te stellen dat de macht zou moeten overgaan op Perdikkas. Hierna was hij Olympias' generaal in de oorlog tegen Kassander. Toen hij en Olympias in 316 v.Chr. werden gevangengenomen, werd hij ter dood veroordeeld door Kassander.
Arrianus zei dat Aristonous zowel uit Pella als uit Eordaia afkomstig was, wat zou kunnen betekenen dat hij was geboren in Eordaia maar grootgebracht was op het hof van Pella.